# Rebanque
Rebanque é uma terra da freguesia de Almargem do Bispo, Pero Pinheiro e Montelavar, Município de Sintra.